# Neder-Silezisch voetbalkampioenschap 1912/13
In 1912/13 werd het zevende Neder-Silezisch voetbalkampioenschap gespeeld, dat georganiseerd werd door de Zuidoost-Duitse voetbalbond.
De competitie in Neder-Silezië werd opnieuw uitgebreid met de Gau Münsterberg, Glogau, Brieg en Oels. Het is niet bekend of er in deze districten ook reeds competities gespeeld werden. Het is ook niet bekend of de kampioen van Schweidnitz nog een kwalificatiewedstrijd speelde. ATV Liegnitz werd kampioen van Liegnitz en werd afgevaardigd naar de  Zuidoost-Duitse eindronde. De club werd in de eerste ronde door Preußen Kattowitz verslagen. Pas hierna werd tegen Preußen Glogau gespeeld voor de Neder-Silezische titel, die de club met verve won.

## Bezirksklasse

### Gau Liegnitz
| Plaats | Club                    | Wed. | W | G | V | Saldo | Ptn  |
| ------ | ----------------------- | ---- | - | - | - | ----- | ---- |
| 1.     | ATV Liegnitz            | 7    | 6 | 0 | 1 | 41:9  | 12:2 |
| 2.     | FC Blitz 03 Liegnitz    | 5    | 2 | 1 | 2 | 12:20 | 5:5  |
| 3.     | FC Union Liegnitz       | 5    | 2 | 0 | 3 | 11:14 | 4:6  |
| 4.     | FC Viktoria 06 Liegnitz | 5    | 1 | 0 | 4 | 10:27 | 2:8  |
| 5.     | ATV Liegnitz II         | 2    | 0 | 1 | 1 | 4:8   | 1:3  |

|  | Kampioen                       |
|  | Trok zich na dit seizoen terug |
|  | Degradatie                     |

### Gau Schweidnitz
| Plaats | Club                  | Wed. | W | G | V | Saldo | Ptn |
| ------ | --------------------- | ---- | - | - | - | ----- | --- |
| 1.     | Schweidnitzer FV 1911 | 2    | 2 | 0 | 0 | 3:0   | 4:0 |
| 2.     | Waldenburger SV 09    | 3    | 2 | 0 | 1 | 9:6   | 4:2 |
| 3.     | SV Silesia Freiburg   | 3    | 0 | 0 | 3 | 4:10  | 0:6 |

|  | Kampioen |

### Gau Glogau
Uit de Gau Glogau is enkel SC Preußen Glogau overgeleverd, het is niet bekend of er meerdere clubs deelnamen aan de competitie.

### Finale
|             |              |       |                   |                     |
| 1 juni 1913 | ATV Liegnitz | 7 – 1 | SC Preußen Glogau | ATV-Platz, Liegnitz |
| 1 juni 1913 |              |       |                   | ATV-Platz, Liegnitz |